# Serkan Yalçın
Serkan Yalçın (* 2. November 1982 in Izmir) ist ein türkischer Fußballspieler. 

## Karriere

### Vereinskarriere
Yalçın durchlief der Reihe nach die Jugendmannschaften von Torbalıspor, Bozkaya Yeşeiltepe SK, Kemalpaşa Belediye Ulucak SK und Akhisar Belediyespor. Im Sommer 2005 erhielt er bei Akhisar Belediyespor einen Profivertrag und spielte hier bis zum Saisonende in vier Ligapartien.
Zur neuen Saison wechselte er in die Amateurliga zu Torbalıspor. Hier spielte er bis 2008 und wechselte dann zu Altınordu Izmir.
Nachdem er hier eine Spielzeit aktiv gewesen war, trennte er sich von diesem Verein und ging zum Drittligisten Akhisar Belediyespor. Zum Ende seiner ersten Spielzeit wurde man Vizemeister der TFF 2. Lig und stieg in die TFF 1. Lig auf. Die Saison 2011/12 schloss man völlig überraschend mit der Meisterschaft der TFF 1. Lig und dem damit verbundenen Aufstieg in die Süper Lig ab.
Zur Saison 2014/15 wechselte Yalçın zum Zweitligisten Boluspor und spielte für diesen Verein eine Saison lang.

## Trivia
Sein älterer Bruder Hüseyin Yalçın ist ebenfalls Profifußballer und war bis Sommer 2011 für Akhisar Belediyespor aktiv.

## Erfolge
Mit Akhisar Belediyespor
- Vizemeister der TFF 2. Lig und Aufstieg in die TFF 1. Lig: 2009/10
- Meister der TFF 1. Lig und Aufstieg in die Süper Lig: 2011/12